# 뤼시스

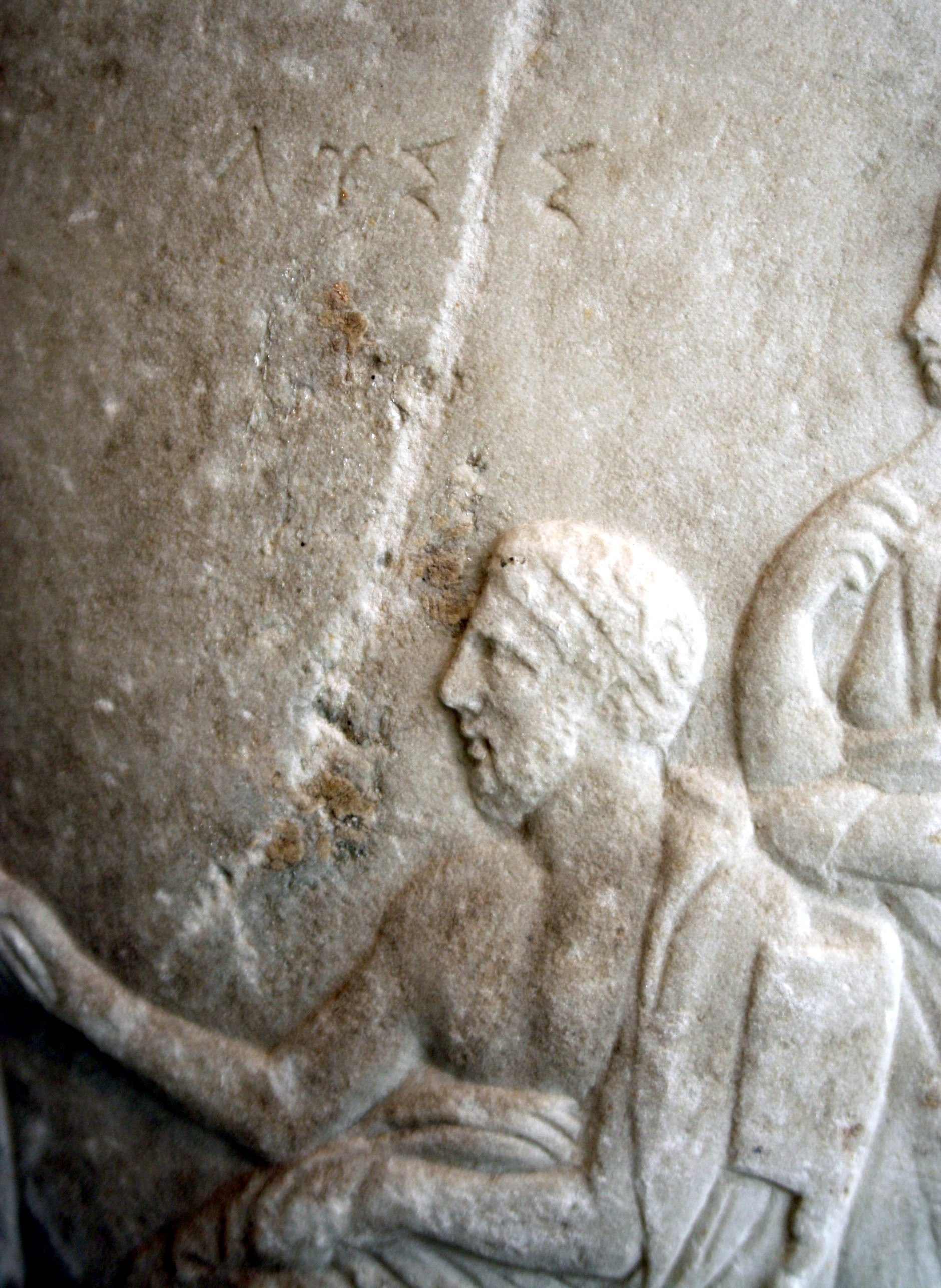
고대 유물에 조각되어 있는 뤼시스의 모습

《뤼시스》(Lysis)는 플라톤의 ‘소크라테스적 대화편’ 또는 ‘초기 대화편’에 속하는 작품이다. 이 작품은 소크라테스가 등장하여 덕(德)의 정의(定義)에 관련된 문제를 놓고 대화 상대를 논박(elenchos)하는 방식으로 대화를 진행하다 외견상 긍정적인 결과 없이 파장(aporia)로 막을 내린다.

## 개요
이 작품은 덕(德)에 대한 정의(定義)를 바탕으로 하면서도 '필로스(philos)'라는 일상 언어의 애매성을 그대로 끌어들인 상태에서 진행된다. 이 작품에서 이루어지는 논박(elenchos)은 대화 상대자의 믿음을 대상으로 삼고 펼쳐지는 다른 대화편들에서의 논박과는 다르게 나타난다.
플라톤의 초기 대화편은 대화를 진행하고 외견상 긍정적인 결과 없이 '아포리아'로 끝나 버리는 특징을 갖고 있는데, 이 작품이 그러하다. 일부 학자들은 이 작품을 초기 작품의 범주에 넣는데 동의하고 있지 않은데, 중기 저작들에서 발견되는 생각들이 아직은 충분히 성숙되지 않았기 때문에, 초기 저작에 속하게 하는 것이 합당해 보인다. 이 작품에서는 중기 저작에서 나타나는 아이디어와 개념들이 초보적 수준으로 등장하는데, 이를 토대로 이 작품의 집필시기를 굳이 추정해 본다면 초기가 거의 끝날 무렵이라고 할 수 있다.
이 작품은 서양 지성사에서 ‘우정’, ‘사랑’이라고 번역하는 필리아(philia)를 본격적으로 다룬 최초의 작품이다.
19세기에 아스트(Ast), 조허(Socher)와 같은 철학 연구자들은, 이 작품은 플라톤의 작품이 아니라고 여기기도 하였다. 그들은 이 작품이 필리아의 중요한 요인으로 유용성과 욕구를 설정하고 있어서 아리스토텔레스 이래 강조되던 완벽한 필리아의 관념과 배치되기 때문에 플라톤의 저작이 아니라고 주장했다. 하지만 20세기에 들어 이 작품과 플라톤의 다른 저작들에 대한 연구가 활발히 이루어지면서 이 작품이 위작이라는 시각은 줄어들었고, 이 작품에 드러나 있는 플라톤의 독특한 권학방식(protreptic)에 대해 주목하고 있다.
이 작품이 갖고 있는 그러한 독특한 특성 때문에 플라톤의 어느 저작보다도 어려운 것으로 인식되는 경향이 있다. 이 작품에 대한 논문이나 연구서적의 수가 플라톤의 다른 작품에 비해 현저하게 적다는 것은 그러한 사실을 방증해준다.

## 등장인물
- 소크라테스 : 기원전 469년 ~ 399년의 인물. 이 작품에서 주된 대화자 가운데 한 사람이면서 동시에 대화 내용 자체를 전달해 주는 사람이기도 하다. 그는 에로스의 전문가로 등장하는데, 에로스와 필리아에 연류되어 있는 당사자들과 바로 그 주제에 대해 이야기를 풀어가며 이 글을 이끌어 간다. 소크라테스는 이 작품에서 스스로 '늙은 사람'이라고 말하는 것으로 보아, 이 작품에서 청년인 크테시포스와 히포탈레스보다 훨씬 연상의 사람으로 설정되어 있다.

- 크테시포스 : 파이아니아 출신이며, 이 작품보다 이후 시기에 쓰여진 것으로 여겨지는 《에우튀데모스(Euthydēmos; Ευθύδημος)》에서 클레이니아스를 애인으로 얻은 자로 등장하는 것으로 보아 연애를 즐기는 성향의 인물인 것으로 보인다. 하지만 이 작품에서는 동년배인 히포텔레스가 애인 뤼시스를 향해 보이는 돌출적인 생동에 대해 냉소적인 평가를 내리는 인물로 등장한다. 소크라테스가 죽음을 맞이할 때, 곁에 있던 사람이다.[5]

- 히포탈레스 : 히에로뉘메스의 아들이다. 이 사람에 대해서 알려진 바는 이 작품 이외에서는 없다. 대화의 맥락으로 보아 크테시포스와 연배일 것으로 여겨진다. 뤼시스를 향한 그의 '일방적인' 에로스가 이 대화편의 줄거리를 추동하는 한 축이다. 그는 열정적이면서도 소심한 일면을 가진 것으로 나온다. 히포탈레스(Hippothalēs)라는 말은 ‘말[馬]을 풍부하게 가진 자’라는 의미인데, 당시 말을 가지고 있다는 것은 부유한 가문 출신이라는 징표로 간주되었다.

- 뤼시스 : 데모크라테스의 장남이다. 소크라테스의 주된 대화 상대이다. 히포탈레스가 오매불망하는 미소년으로 나온다. 그에 대한 포사는 《카르미데스》나 《알키비아데스》를 떠올리게 한다. 지적 열의가 강하지만 친구 메넥세노스보다는 다소 총기가 부족하다는 인상을 주는 인물이다. 뤼시스의 가문에 대한 언급이 이 작품에 약간 언급되기는 하지만 역사적으로 그에 대해 알려진 바는 없다. 소크라테스와 대화를 시작할 때 뤼시스는 부모의 온정적 간섭을 고분고분 받아들이는 충실한 아들로 등장한다. 그러나 소크라테스와 대화를 나누고 난 후에는 보호자[6]에게 약간의 저항을 하는 변화를 보이기도 한다.

- 메넥세노스 : 크테시포스의 사촌이자 그의 제자이며, 데모폰의 아들이다. 뤼시스와 절친한 친구 사이로 등장한다. 그의 이름을 딴, 플라톤의 다른 대화편인 《메넥세노스》가 있다. 그런데 메넥세노스는 《메넥세노스》에서 오히려 역할이 미미하지만, 이 대화편에서는 비중있는 역할을 담당하고 있다. 메넥세노스도 크테시포스와 함께 소크라테스의 임종을 맞이한 것으로 알려져 있다.[5]

## 줄거리
이 작품은 총 11개의 장으로 구성되어 있는데, 1장에서 전제를 제시하고, 2장에서 기본적인 탐색을 한다. 이후 3장에서 10장까지 친구의 성립 여부에 대해 여섯개의 후보를 주고 토의한다. 마지막 11장은 파장(罷場)이다.

### 에로스와 필리아
소크라테스는 평소에 성벽 밖에 있는 귐나시온(gymnasion)들을 자주 찾아다니며, 멋있는 젊은이들과 만나 여러 주제에 대해 논의(logos)하였다. 그런데 이 작품의 귐나시온은 소크라테스가 평소 즐겨 찾던 아카데미아(Akadēmeia)와 뤼케이온(Lykeion)이 아니라, 최근에 생긴 팔라이스트라(Palaistra)이다. 소크라테스가 이 새로운 귐나시온에 들어간 이유는 아카데미아에서 뤼케이온으로 가던 도중 팔라이스트라 앞에서 히포탈레스를 만났기 때문이다. 히포탈레스는 자신이 뤼시스라는 소년을 사랑하고 있는데, 함께 팔라이스트라에 들어가서 자신에게 뤼시스를 대하는 방법을 알려달라고 청했다. 이에 소크라테스는 뤼시스와 직접 대화를 나눌 수 있게 해주겠다는 다짐을 받고 팔라이스트라 안으로 들어간다.
히포탈레스를 따라 안으로 들어간 소크라테스는 뤼시스의 친구 메넥세노스를 만나게 된다. 여기서 소크라테스가 이 두 아이를 상대로 한 대화는 그 두 아이 간의 친구관계에 대한 것인데, 여기서 이 대화편의 주제인 필리아가 앞에서 도입된 에로스와 대비되면서 부각되게 된다. 소크라테스는 이 대화에서 인간의 외면적 조건에서 기인된 동등함이 필리아의 중요한 계기이고, 정의와 지혜의 측면에서 드러난 동등함이 필리아에서 중요한 관건임을 전달한다.

### 필리아와 앎 혹은 유용성의 관계
이 부분에서는 소크라테스와 뤼시스 둘이서만 대화를 나누게 된다. 이 부분에서는 뤼시스와 부모의 관계에 대해 심층적인 조명을 하는데 그 골격은 다음과 같다.
부모는 자신의 자식을 친애한다. 그래서 자식이 행복하기를 바란다. 그런데 행복한 사람이란 자신이 하고 싶은 것을 할 수 있는 자유로운 자이란 것이다. 그런데 여기서 뤼시스의 부모는 뤼시스가 하고 싶은 것을 자유롭게 하지 못하도록 감시하고 막는 경우도 있다. 뤼시스가 여러 일들에 대해 제대로 알지 못하고 있기 때문이다. 여기서 사랑을 얻으려면 앎을 가져야 함을 알 수 있다.
이러한 논의는 필리아를 수동적인 측면에서 다루면서 필리아가 성립하려면 앎이 필요하다는 점을 부각시킨다. 이는 이후 논의의 기반 바탕으로 된다. 그런데 이러한 논의가 부자관계를 넘어 이웃, 국가, 세계로 확대되면서 필리아의 또다른 중요한 계기가 도입된다. 결국 누구든지 자기 하고 싶은 대로 하려면 해당 사항에 대한 앎을 갖는 것이 마땅한데, 그런 앎을 갖고 있는 자에게 해당 사안의 처리를 맞길 경우, 앎이 그것을 가진 자에게 유용하게 작용한다는 것이다.

### 사랑하는 자와 사랑받는 자
이 부분부터 본격적인 논의가 시작된다. 메넥세노스가 다시 돌아와 소크라테스와 대화를 나누게 된다. 먼저 소크라테스는 자신은 어떠한 재화를 얻는 것 보다도 친구를 얻는 것을 더 연연(戀戀)해 한다고 말한다. 이를 통해 친구의 본질에 대한 논의의 발판을 마련한 것이다. 소크라테스는 ‘어떤 사람이 누군가를 사랑할 때 누가 누구의 친구인가?’라는 물음을 던지고 능동적, 수동적인 친구관계를 그에 대한 대답으로 제시해 본다.
하지만 그 대답들은 상호성이 기각되어 일방적인 관계가 성립되기 때문에 친구관계로 인정되지 아니한다.

### 비슷한 것이 비슷한 것에게 친구
소크라테스는 대화 상대를 다시 뤼시스로 바꾼다. 소크라테스는 호메로스의 시구를 통해 위에 고찰한 문제의 교착 상태에서 빠져나오려고 한다. 소크라테스는 그 시구를 바탕으로 ‘비슷한 것이 비슷한 것에게 친구’라는 명제를 이끌어내 검토한다. 훌륭한 자와 훌륭한 자가 친구인지, 나쁜 자와 나쁜 자가 친구 인지 검토한다. 일단 나쁜 자는 상호간에 해를 끼치기 때문에 친구가 될 수 없다. 그리고, 훌륭한 자의 쌍을 검토하는데 문제점이 발견되지 않아 소크라테스와 뤼시스는 흡족해 한다.

### 훌륭한 자의 자족성
소크라테스는 위 단계에서 검토한 것에서 미심쩍은 점을 발견하고 다음과 같은 기각논변을 펼친다.
훌륭한 자끼리는 서로 훌륭함으로 도움을 주고 받을 필요가 없어 도움을 주고 받지 아니한다. 따라서 서로 존중할 수 없다. 서로 존중할 수 없는 것은 서로 사랑할 수 없다는 것이다. 그러므로 두 사람은 친구일 수 없다.
여기서 소크라테스는 비슷한 자끼리 친구일 가능성에 대한 기각은 사실상 비슷한 것을 강하게 이해하여, 유사한 것이 아니라 똑같은 것으로 간주하는 데 기인한다.

### 비슷하지 않은 것이 비슷하지 않은 것에게 친구
소크라테스는 위에서의 기각을 보고, 헤시오도스의 시구를 통해 봉합점을 돌파하고자 한다. ‘비슷하지 않은 것이 비슷하지 않은 것에게 친구’라는 명제를 제시한다. 비슷한 것(반대되는 것)끼리는 서로 시기하고 다투고 적대하지만, 비슷하지 않은 것은 서로에게 원해지는 것이고 유익을 주기 때문에 서로를 존중할 수 있는 것이다. 따라서 비슷하지 않은 것이 비슷하지 않은 것에게 친구가 될 수 있지 않냐는 물음을 제기한다.
하지만, 이 명제는 곧바로 기각된다. 적대가 필리아에 반대되는 것은 자명하다. 따라서 반대되는 것(비슷하지 않은 것)이 반대되는 것에게 친구라는 입장을 취하면, 적대적인 것이 친구인(우호적인) 것에게 친구이거나 아니면 친구인(우호적인) 것이 적대적인 것에게 친구라는 불합리한 귀결을 강제하게 된다. 따라서 위에서 제기된 명제는 받아들 일 수 없는 것으로 되는 것이다.

### 훌륭하지도 나쁘지도 않은 것이 훌륭한 것의 친구
또 다른 막다른 골목에 직면한 소크라테스는 사물들이 사실은 가치 차원에서 세 부류로 나뉜다는 점에 착안하여 훌륭한 것, 나쁜 것, 훌륭하지도 나쁘지도 않은 것의 조합을 이용하여 활로를 모색하려 한다. 그런데 훌륭한 것과 훌륭한 것의 조합, 나쁜 것과 나쁜 것의 조합은 앞에서 이미 기각되었고, 나쁜 것은 친구일 수 없기에 훌륭한 것과 나쁜 것이 친구일 수 없다.
이제 남은 것은 훌륭하지도 나쁘지도 않은 것이 훌륭한 것과 친구이거나 훌륭하지도 나쁘지도 않은 것이 훌륭하지도 나쁘지도 않은 것과 친구일 가능성이다. 그런데 훌륭하지도 나쁘지도 않은 것끼리의 조합은 비슷한 것끼리의 조합이므로 친구가 될 수 없다. 결국 남게 되는 것은 훌륭하지도 나쁘지도 않은 것과 훌륭한 것의 조합이다. 그런데 훌륭하지도 나쁘지도 않은 것은 그 자체로 중립적이므로 나쁜 것이 와 있어야만 훌륭한 것을 요구하므로 훌륭한 것과 친구가 된다. 여기까지 논변을 진행한 소크라테스와 뤼시스는 일단 만족한다.

### 첫째 친구
이전의 논의에서 소크라테스는 만족했지만 다시 미심쩍음이 나타나면서 논의가 새로운 국면을 맞게 되면서, 기존에 검토했던 후보는 기각된다.
기존의 친구에 대한 입장은 훌륭하지도 나쁘지도 않은 것이 나쁜 것이 와 있음으로 해서, 훌륭한 것을 요함으로, 훌륭한 것과 친구가 된다는 것이다. 먼저, 소크라테스는 친구관계는 어떤 것을 위해서 그리고 어떤 것 때문에 이루어진다고 말한다. 이를 토대로, 이전의 논의의 결론에서, 요구하고 싶어하게 되는 훌륭한 것도 훌륭하지도 나쁘지도 않은 것의 친구임을 밝히고 기각 논변을 진행한다. 소크라테스는 훌륭하지도 나쁘지도 않은 것이 훌륭한 것의 친구가 되게 하는, 요구하고 싶어하게 되는 훌륭한 것이 제거되면 이 친구관계가 성립되지 않으므로, 위 논의의 결론을 기각한다.

### 욕구가 필리아의 원인
먼저, 소크라테스는 이전의 논의를 완전히 무위로 돌린다. 욕구가 친애의 참된 원인이고, 욕구하는 것이 욕구되는 대상에게 친구라는 점을 밝히며, 여섯번째 후보로 이행한다.

### 가까운 것이 가까운 것에게 친구
소크라테스는 앞서 욕구에 대해 살펴본 바를 토대로 논변을 진행한다. 그는 욕구란 빼앗긴 어떤 것을 되찾기 위해 발생한다고 보고, 또, 친구는 본성상 서로에게 가까운 사람들이라고 보았다.
훌륭한 것이 훌륭한 것과 가까움으로 하여 친구가 되면, 나쁜 것이 나쁜 것과 가까움으로 하여 친구가 되므로, 이 논변의 전제 자체가 기각된다. 따라서, 친구를 위한 모든 대안은 기각된 것이다.

### 아포리아
뤼시스와 메넥세네스의 보호자가 그들을 집으로 인도하면서 이 작품은 마무리된다. 결국, 소크라테스는 친구의 진정한 조건을 찾지 못했음을 인정한다.

## 관련도서
- 《Bodleianus, MS. E. D. Clarke 39》, 895
- 《Venetus Append. Class. 4, cod. 1》, 10세기 중반
- 《Vindobonensis 54, suppl. phil. Gr. 7》, 11세기
- 《Platon, Lysis: Platonis opera, ed. John Burnet, Vol. III》, Oxford 1989
- 《Platon, Lysis: in Platon Werke in Acht Bänden, Griechisch und Deutsch, Bd. I, Barmastadt: Wissenschaftliche Buchgesellschaft》, Hofmann, H., 399-451, 657-660페이지.
- 《Lysis: in Plato: Lysis, Symposium, Gorgias, Loeb Classical Library 166》, Cambridge, MA: Harvard University Press, 1996, Lamb, W. R. M., 3-71페이지.
- 《뤼시스 - 원제 Lysis 정암학당 플라톤 전집 1》, 강철웅(옮김), 이제이북스, 2014.
- 《뤼시스 / 라케스 / 카르미데스 - 초기 대화편들 원전으로 읽는 순수고전세계》, 천병희(옮김), 도서출판 숲, 2015.
- 《플라톤의 향연 / 파이드로스 / 리시스 - 원제 Symposion / Phaidros / Lysis》, 박종현(옮김), 서광사, 2016.